# Backhendl

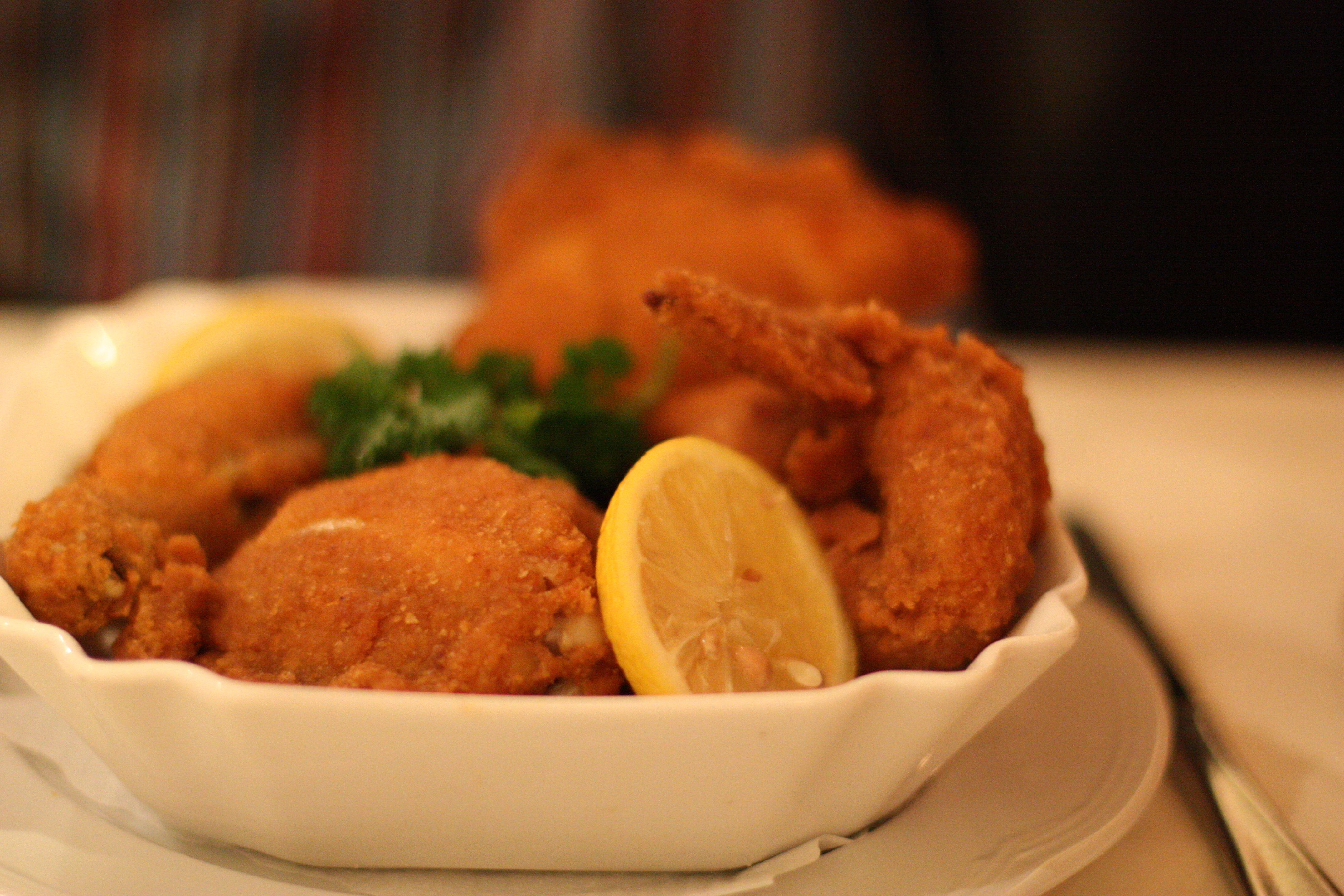
Backhendl

El Backhendl o Wiener Backhendl ha sido una especialidad de la cocina vienesa desde el siglo XVIII. Consiste en porciones de pollo condimentadas y empanadas fritas en abundante aceite.